# Distretto di Quivilla
Il distretto di Quivilla è uno degli otto distretti della provincia di Dos de Mayo, in Perù. Si trova nella regione di Huánuco e si estende su una superficie di 33.60 chilometri quadrati.